# 마르셀 한센
마르셀 뤼카우 한센(덴마크어: Marcel Lychau Hansen, 1965년 10월 2일~)은 덴마크의 범죄인이다. 그는 1987년 2월 16일부터 2010년 9월 25일까지 4건의 강간살인을 포함해 7건의 강간을 저질렀다. 체포 후 2011년 12월 22일 코펜하겐 법원에서 강도 1건과 살인 1건의 죄목으로 배심원에 의해 종신형을 선고받았다.